# Catti Edfeldt
Aggie Catharina „Catti“ Edfeldt (* 29. März 1950 in Gävle, Schweden) ist eine schwedische Schauspielerin, Regisseurin, Drehbuchautorin und Casting-Direktor.

## Leben
Catti Edfeldt wirkte in einer Reihe von Astrid-Lindgren-Verfilmungen, wie Karlsson auf dem Dach, Die Brüder Löwenherz und Ronja – Die Räubertochter als Regieassistentin und Schauspielerin mit. Da Lindgren bei ihren Romanverfilmungen auch als Drehbuchautorin tätig war, arbeitete Edfeldt oft mit ihr zusammen. Ebenso war sie 1986 beim Film Die Kinder von Bullerbü die Assistentin des international renommierten Regisseurs Lasse Hallström. Während dieser Zeit, vor und hinter der Kamera schwedischer Kinder- und Jugendfilme entwickelte sie ein gewisses Faible für dieses Genre und arbeitete auch in ihrer weiteren Karriere in diesem. So schuf sie national wie international prämierte Werke wie Sixten gibt nicht auf und Förortsungar. Mit der Gullspira wurde sie deswegen im Jahr 2007 für die besonderen Leistungen, welche sie im Bereich des schwedischen Kinderfilms erbracht hat, ausgezeichnet.
Sie ist die Mutter der Schauspielerin Tove Edfeldt, mit der sie zusammen sowohl in Die Kinder von Bullerbü als auch Eva und Adam – Vier Geburtstage und ein Fiasko spielte. In ersterem war sie ebenfalls Regieassistentin. Da es praktisch schien, wurde ihre damalige zweijährige Tochter ebenfalls als Filmtochter gecastet. Im Letzteren zeichnete sie sich als Regisseurin verantwortlich, weswegen nicht nur Tove mitspielte, sondern auch ihre zweite Tochter Fanny Edfeldt eine Rolle bekam.

## Filmografie (Auswahl)
- 1966: Hier hast du dein Leben (Här har du ditt liv)
- 1968: Raus bist du (Ole dole doff)
- 1974: Karlsson auf dem Dach (Världens bästa Karlsson) (Regieassistenz, Statist)
- 1977: Die Brüder Löwenherz (Bröderna Lejonhjärta) (Regieassistenz)
- 1980: Mannen som blev miljonär (Drehbuch)
- 1984: Ronja – Die Räubertochter (Ronja Rövardotter) (Regieassistenz)
- 1986: Wir Kinder aus Bullerbü
- 1989: 1939 (Drehbuch)
- 1994: Sixten gibt nicht auf (Sixten)
- 1997: Ich hätte Nein sagen können (Sanning eller konsekvens) (Casting)
- 2001: Eva und Adam – Vier Geburtstage und ein Fiasko (Eva & Adam - Fyra födelsedagar och ett fiasko)
- 2006: Förortsungar
- 2009: Meine Braut, meine besten Freunde und ich (Äntligen midsommar!) (Regie-Assistenz)

## Auszeichnungen
Guldbagge
- 1995: Beste Hauptdarstellerin – Sixten gibt nicht auf (Nominierung)
- 1995: Beste Regie – Sixten gibt nicht auf (Nominierung)
- 2007: Beste Regie – Förortsungar
- 2007: Bester Film – Förortsungar
- 2007: Gullspira

Cinekid Lion Film Award
- 2007: Audience Award - Kidz in da Hood (Förortsungar)